# Pengshui
Pengshui (en chino, 彭水; pinyin, Péngshuǐ) es un condado-autónomo, bajo la administración del municipio de Chongqing , en el centro de la República Popular China. Limita al este con la provincia de Guizhou y al oeste con la de Hubei. Su área es de 3895 km² y su población para 2022 superó el 1/2 millón de habitantes.

## Administración
El condado autónomo de Pengshui se divide en 10 poblados y 30 aldeas.
poblado:
- Hanjia (汉 葭 镇)
- Gaogu (高 谷 镇)
- Yushan (郁 山镇)
- Baojia (保 家 镇)
- Huangjia (黄 家 镇)
- Lujiao (鹿角 镇)
- Sangzhe (桑 柘 镇)
- Silly (普 子 镇)
- Longshe (龙 射 镇)
- Lianhu (连 湖镇)
- se ha dejado en blanco
- se ha dejado en blanco
- se ha dejado en blanco

aldea:
- Dianshui (靛 水乡)
- Qiaozi (乔 梓 乡)
- Luming (鹿鸣 乡)
- Xintian (新 田乡)
- No arranque (鞍子 乡)
- Runxi (润 溪乡)
- Changtan (长滩 乡)
- Zhufo (诸佛 乡)
- Litang  (棣棠 乡)
- Xiaochang (小 厂 乡)
- Meiziya (梅子 垭 乡)
- Poder (万 足 乡)
- Shipan (石 盘 乡)
- Shuanglong (双龙 乡)
- Daya (大 垭 乡)
- Shiliu (石 柳 乡)
- Sanyi (三 义 乡)
- Ping'an (平安 乡)
- Lutang (芦 塘乡)
- Zouma (走马 乡)
- Longxi (龙 溪乡)
- Shangan (善感 乡)
- Langxi (朗 溪乡)
- Longtang (龙 塘乡)
- Lianhe (联合 乡)
- Qianqiao (迁 乔 乡)
- Taiyuan (太原 乡)
- Tonglou (桐 楼乡)
- Yandong (岩 东乡)

## Toponimia
El condado autónomo de Pengshui (léase:penn shuéi) recibe ese nombre debido a un antiguo nombre del río Yu tributario del Xi y las principales etnias que la habita:Miao (con 270 mil) y Tujia (con 90 mil).

## Historia
En el 593 la dinastía Sui estableció el condado de Pengshui. Por 1645 durante la dinastía Qing, formó parte de la prefectura de Chongqing (重庆府). En 1913 (República de China), formó parte de la antigua provincia de Dongchuan (东川道). En 1927, fue reacinada a oficina Changgong (长公署) de la provincia de Sichuan . En 1935, fue una de las dieciocho administraciones de Sichuan (第八行政督察区).
El 16 de noviembre Pengshui fue capturado por el Partido Comunista de China. En enero de 1950 era parte del distrito Fuling. En septiembre de 1952, Fuling fue transferida a Sichuan, y cambió a prefectura en junio de 1968.
El estatus de condado autónomo fue aprobado el 14 de noviembre de 1983 y comenzó a regir un año después. En 1987, fue asignada a la prefectura de Qianjiang. En junio de 1997, comenzó bajo la administración actual.